# آرتي لانج
آرتي لانج (بالإنجليزية: Artie Lange) (و. 1967  م) هو كاتب سيناريو، وممثل تلفزي، وكاتب، ومدون صوتي، ومقدم برامج إذاعية، وممثل أفلام أمريكي.

## التعليم
تعلم في جامعة سيتون هول.

## وصلات خارجية
- آرتي لانج على موقع IMDb (الإنجليزية)
- آرتي لانج على موقع ألو سيني (الفرنسية)
- آرتي لانج على موقع أول موفي (الإنجليزية)
- آرتي لانج على موقع قاعدة بيانات الأفلام السويدية (السويدية)
- آرتي لانج على موقع إن إن دي بي (الإنجليزية)
- آرتي لانج على موقع قاعدة بيانات الفيلم (الإنجليزية)
- آرتي لانج على موقع كينوبويسك (الروسية)